# Mordella biquadrinotata
Mordella biquadrinotata es una especie de coleóptero de la familia Mordellidae.

## Distribución geográfica
Habita en la Guayana francesa.